# Malijksepad

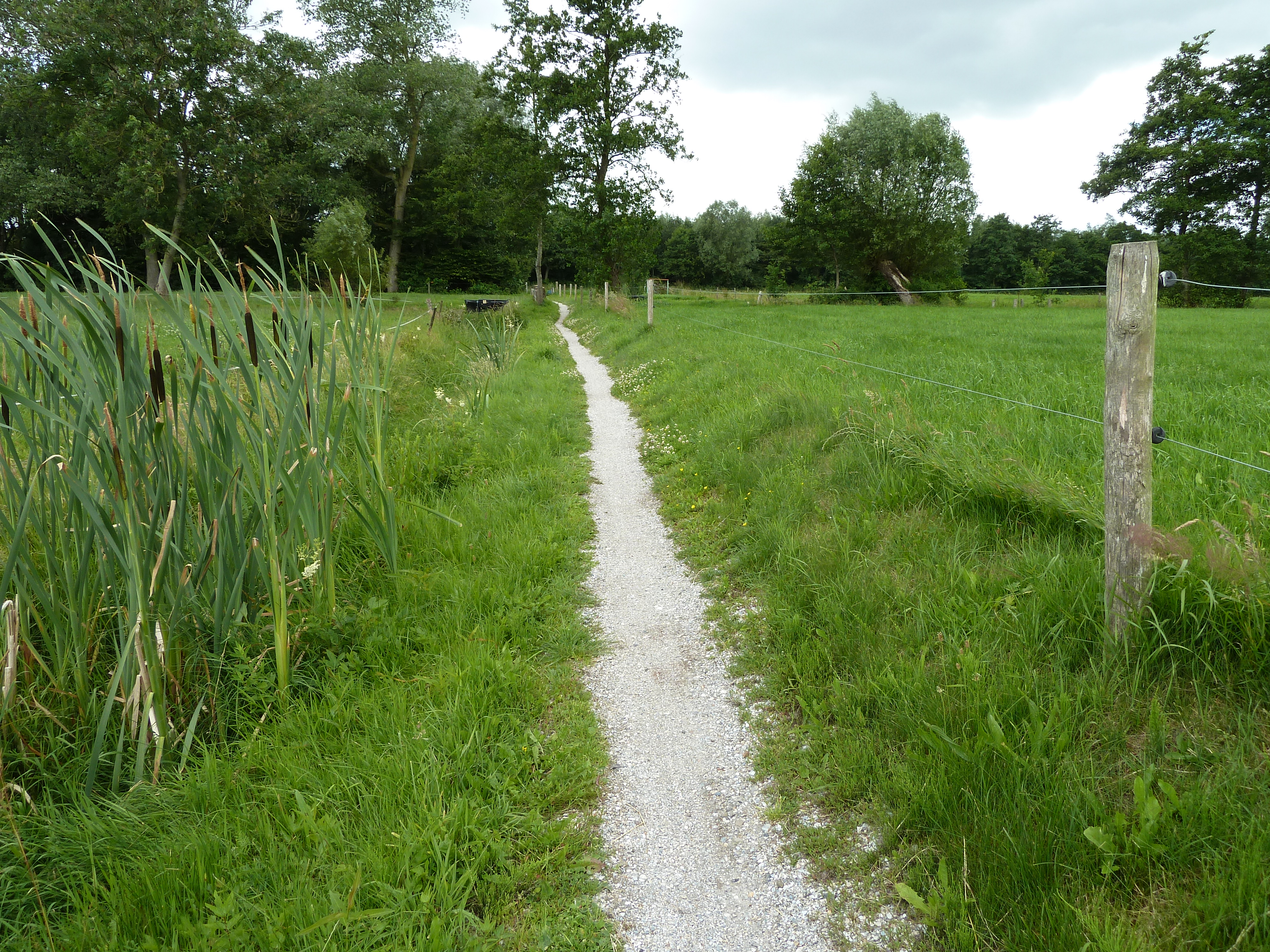
Malijksepad

Het Malijksepad is een eeuwenoud voetpad in Groningen.
Het maakt deel uit van de oudste verbindingsweg over de zandrug tussen Marum en Tolbert. Het Malijksepad is het gedeelte dat loopt van het gehucht 't Malijk, net ten oosten van Marum, tot aan Nuis. 
In de lokale orale traditie zou er vroeger aan het Malijksepad een eik gestaan hebben, waar de buurrechters uit de omgeving hun eed af moesten leggen. De naam bestaat uit twee delen: ma is waarschijnlijk afgeleid van made of mad wat hooiland of weide betekent. Lyk komt waarschijnlijk van lek of lak, wat in het middelnederlands zoiets als 'plas', 'meertje' of 'grenssloot' betekent. Lyk kan ook 'van' betekenen, in dat geval staat 'Malijk' voor 'van de weide'. 
Vanuit Marum gezien loopt het pad vanaf de Dorpshuisstraat richting de Pierswijk of Holtropswijk, die vroeger werd gebruikt om hout per schip vanaf de Jonkersvaart naar Gjaltema's Timmerfabriek aan de Kruisweg aan te voeren. Het pad kruist de Pierswijk via een draaibrug. Daarna gaat het pad achter een ijsbaan langs verder richting Nuis, waar het vlak voor de Coendersborg overloopt in de Oudeweg. 
Na Nuis gaat de route bij Niebert over in het 't Pad, met daaraan het Iwema-steenhuis. Vervolgens loopt de route via het Holmerpad door tot Tolbert. Dit laatste gedeelte is niet meer toegankelijk voor wandelaars.